# Новая Маскара
Новая Маскара (баш. Яңы Масҡары) — деревня в Белокатайском районе Республики Башкортостан Российской Федерации. Входит в состав Белянковского сельсовета. 

## География

### Географическое положение
Расстояние до:
- районного центра (Новобелокатай): 34 км,
- центра сельсовета (Белянка): 20 км,
- ближайшей ж/д станции (Нязепетровская): 48 км

## Население
| 2002 | 2009 | 2010 |
| ---- | ---- | ---- |
| 124  | ↗134 | ↘119 |

Согласно переписи 2002 года, преобладающая национальность — башкиры (99 %).